# Autobus
Autobus je motorno putničko vozilo koje služi za javni prijevoz većeg broja putnika u cestovnom prometu (obično automobilom nazivamo vozilo koje prevozi do 8 putnika, a od 9 naviše takvo vozilo zovemo autobus). Prijelazni modeli između automobila i autobusa su monovolumen i kombi ili mini-bus.
Razlikujemo četiri vrste autobusa ovisno o njihovoj namjeni:
- gradski autobus namijenjen je prijevozu putnika na kraćim relacijama (gradskom prometu). Karakteriziraju ga dvoja ili više dvokrilnih vrata za ulaz i izlaz putnika, mali broj mjesta za sjedenje (odnosno velik broj mjesta za stajanje), nemaju veliku maksimalnu brzinu ali zato imaju veća ubrzanja i usporenja u cilju što bržeg prijevoza putnika.Također postoje i zglobni autobusi(pogledaj sliku)
- prigradski autobus namijenjan je prijevozu putnika na dužim relacijama od gradskog autobusa. Karakteriziraju ga sva sjedeća mjesta s malim brojem mjesta za stajanje i dovoljna velika dvoja vrata za izlaz i ulaz putnika.
- međugradski autobus je namijenjen za prijevoz putnika na dugim relacijama. Karakteriziraju ga visoka udobnost za putnike (klima, televizija, WC), sva mjesta su sjedeća, veliki prostor za prtljagu putnika, vrata za izlaz i ulaz putnika su uža.
- kombibus je namijenjen za prijevoz manjeg broja putnika (do deset, ne računajući sjedalo za vozača) i njihove prtljage. Koriste ga većinom hoteli i aerodromi za prijevoz putnika.

## Tračnički vođeni gradski i prigradski autobus
Pojavljuju se sustavi tračničkog vođenja autobusa, koji na manjem prostoru i odvojeno od ostalog prometa omogućuju prometovanje autobusima. Time imaju i svoju posebnu tračničku traku, te mogu doseći i do 100 km/h, i time prometovati nezavisno od ostalog cestovnog prometa. Tračničko vođenje samo upravlja smjerom kretanja (skretanje). Od nekoliko proizvođača postoje dodatci (vodilice sa strane), koji se mogu ugraditi na neke modele, kako bi autobusi bili sposobni za tračničko vođenje.

## Također pogledati
- Zglobni autobus
- Električni autobus
- Trolejbus

### Modeli autobusa
- Jonckheere Transit

- Gradski autobus
- Autobus na kat
- Međugradski autobus

## Vanjske poveznice
- Autobus Hrvatska tehnička enciklopedija, portal hrvatske tehničke baštine. LZMK